# Campostichomma
Genre
Campostichomma est un genre d'araignées aranéomorphes de la famille des Udubidae.

## Distribution
Les espèces de ce genre sont endémiques du Sri Lanka.

## Liste des espèces
Selon World Spider Catalog (version 18.5, 04/12/2017) :
- Campostichomma alawala Polotow & Griswold, 2017
- Campostichomma harasbedda Polotow & Griswold, 2017
- Campostichomma manicatum Karsch, 1892
- Campostichomma mudduk Polotow & Griswold, 2017

## Publication originale
- Karsch, 1892 : Arachniden von Ceylon und von Minikoy gesammelt von den Herren Doctoren P. und F. Sarasin. Berliner Entomologische Zeitschrift, vol. 36, p. 267-310 (texte intégral).